# Good Riddance/Reliance
Good Riddance/Reliance is een split-ep van de Amerikaanse punkbands Good Riddance en Reliance, beiden afkomstig uit Santa Cruz, Californië. Het album werd uitgegeven op 11 januari 1996 door het kleine label Little Deputy Records. De nummers van Good Riddance zijn twee van de zeven demo's die tijdens de opnamesessies voor het studioalbum A Comprehensive Guide to Moderne Rebellion zijn opgenomen. Deze zeven demo's zijn niet op het album gezet, waardoor de nummers exclusief op deze split te horen zijn.

## Nummers
Kant A (Good Riddance)
1. "Remember When" - 2:05
2. "Flawed" - 1:34

Kant B (Reliance)
1. "Apathy"
2. "Enemy"

## Muzikanten
Good Riddance
- Russ Rankin - zang
- Luke Pabich - gitaar
- Chuck Platt - basgitaar
- Sean Sellers - drums